# Juras Andriukaitis
Juras Andriukaitis (* 14. November 1951 in Betygala bei Ariogala, Rajongemeinde Raseiniai) ist ein litauischer Politiker, ehemaliger Vizebürgermeister der Stadtgemeinde Šiauliai.

## Leben
Nach dem Abitur an der Mittelschule absolvierte Andriukaitis 1974 das Diplomstudium der Industrie-Wärmeenergie als Ingenieur am Politechnikos institutas in Kaunas. Er arbeitete danach bei AB „Lietuvos žemės ūkio bankas“, 2002 bei AB „DnB NORD bankas“ (als Leiter der Abteilung Šiauliai), Leiter der Sektion Šiauliai von „NORD/LB“,  Filialdirektor in Kelmė von AB „Šiaulių bankas“, ab 2011 Berater des Bürgermeisters von Šiauliai, danach Filial-Leiter von UAB „Medicinos bankas“. Seit 2000 ist er Mitglied im Stadtrat Šiauliai. Bis 2015 war er Vizebürgermeister von Šiauliai.
Ab 1997 war Andriukaitis Mitglied von Lietuvos liberalų sąjunga, ab 2002 von Tvarka ir teisingumas (liberaldemokratai).
Mit seiner Frau Birutė hat Andriukaitis die Kinder Darius, Tomas und Onutė.